# Списък на обектите на световното наследство на ЮНЕСКО в Австрия
В Списъка на обектите на световното културно и природно наследство на ЮНЕСКО в Австрия към 2012 г. са включени 9 обекта, които са включени в списъка като културно наследство.
Освен това, към 2012 г., други 10 обекти на територията на Австрия са определени за кандидати за включване в Списъка на обектите на световното наследство .
Австрия ратифицира Конвенцията за опазване на световното културно и природно наследство на 18 декември 1992 г.. Първият обект на територията на Австрия е включен в Списъка през 1996 г. на 20-ата сесия на Комитета за световно наследство на ЮНЕСКО.

## Обекти, включени в Списъка на ЮНЕСКО
Обектите са посочени по реда на тяхното включване в Списъка на Световното наследство. Ако обектите са включени едновременно – на една сесия на Комитета за световно наследство на ЮНЕСКО, то обектите са посочени по номера.
| # | Изображение | Название                                                                                                | Местоположение                                                                                | Време на създаване      | Година на включване     | №    | Критерий   |
| - | ----------- | --- | --------------------------------------------------------------------------------------------- | ----------------------- | ----------------------- | ---- | ---------- |
| 1 |             | Историческият център на град Залцбург (на немски: Historisches Zentrum der Stadt Salzburg)              | Град:Залцбург провинция: Залцбург                                                             | Средновековие – XIX век | 1996                    | 784  | ii, iv, vi |
| 2 |             | Дворецът и градините на Шьонбрун (на немски: Schloss Schönbrunn und Garten)                             | Град:Виена провинция: Виена                                                                   | XVIII век               | 1996                    | 786  | i, iv      |
| 3 |             | Културен ландшафт Халщат-Дахщайн (на немски: Hallstatt-Dachstein Salzkammergut)                         | провинции: Горна Австрия, Залцбург, Щирия                                                     | 900 – 400 г. пр. Хр.    | 1997                    | 806  | iii, iv    |
| 4 |             | Железопътна линия Земеринг (на немски: Semmeringbahn)                                                   | най-близък град: Мюрццушлаг провинции: Щирия, Долна Австрия                                   | 1848 – 1854 г.          | 1998                    | 785  | ii, iv     |
| 5 |             | Историческия център на град Грац и замъка Егенберг (на немски: Altstadt von Graz und Grazer Schloßberg) | Град: Грац провинция: Щирия                                                                   | от XIII век             | 1999 разширен през 2010 | 931  | ii, iv     |
| 6 |             | Културен ландшафт Вахау (на немски: Wachau)                                                             | Долината на р. Дунав между градовете Мелк и Кремс провинция: Долна Австрия                    | от XII век              | 2000                    | 970  | ii, iv     |
| 7 |             | Културен ландшафт Фертьо – Нойзидлерзе (на немски: Kulturlandschaft Fertö-Neusiedlersee)                | близък град: Апетлон провинция: Бургенланд (заедно с Унгария)                                 | —                       | 2001                    | 722  | v          |
| 8 |             | Историческия център на град Виена (на немски: Altstadt von Wien)                                        | Град: Виена провинция: Виена                                                                  | от XVII век             | 2001                    | 1033 | ii, iv, vi |
| 9 |             | Праисторически жилища в Алпите (на немски: Prähistorische Pfahlbauten um die Alpen)                     | провинции: Каринтия, Горна Австрия (заедно с Франция, Германия, Швейцария, Италия и Словения) | 5000 – 1000 г. пр. Хр.  | 2011                    | 1363 | iii, v     |

## Предварителен списък на обектите, кандидати за включване в Списъка на ЮНЕСКО
| # | Изображение | Название                                                                                                   | Местоположение                                           | Време на създаване | Година на включване в предварителния списък | №    | Критерий           |
| - | ----------- | --- | -------------------------------------------------------- | ------------------ | ------------------------------------------- | ---- | ------------------ |
| 1 |             | Културно исторически ландшафт Инсбрук – Карвендел (на немски: Innsbruck-Nordkette/Karwendel)               | град: Инсбрук провинция: Тирол                           | от XVI век         | 2002                                        | 19   | i, ii, iii, iv     |
| 2 |             | Железен рудник Ерцберг и старата част на град Щайр (на немски: Erzberg/Eisenstraße und Altstadt von Steyr) | провинции: Горна Австрия, Щирия                          | от XIV век         | 2002                                        | 20   | i, ii, iii, iv     |
| 3 |             | Старата част на град Хал ин Тирол (на немски: Hall in Tirol)                                               | провинция: Тирол                                         | от XII век         | 1994                                        | 21   | i, iii, iv         |
| 4 |             | Шварценберг (на немски: Bregenzerwald)                                                                     | близък град: Брегенц провинция: Форарлберг               | XVII век – XIX век | 1994                                        | 27   | iv, v              |
| 5 |             | Абатство Кремсмюнстер (на немски: Stift Kremsmünster)                                                      | град: Кремсмюнстер провинция: Горна Австрия              | 777 г.             | 1994                                        | 28   | i, ii, iii, iv, vi |
| 6 |             | Абатство Хайлигенкройц (на немски: Stift Heiligenkreuz)                                                    | селище: Хайлигенкройц провинция: Долна Австрия           | 1133 г.            | 1994                                        | 30   | i, ii, iii, iv     |
| 7 |             | Гохостервиц (на немски: Burg Hochosterwitz)                                                                | близък град: Санкт Файт ан дер Глан провинция: Каринтия  | 860 г.             | 1994                                        | 31   | i, iii, iv         |
| 8 |             | Катедралата в Гурк (на немски: Dom zu Gurk)                                                                | близък град: Гурк провинция: Каринтия                    | 1140 г.            | 1994                                        | 32   | i, iii, iv         |
| 9 |             | Национален парк Хое Тауерн (на немски: Nationalpark Hohe Tauern)                                           | близък град: Шпитал провинции: Каринтия, Тирол, Залцбург | —                  | 2003                                        | 1645 | vii, viii, ix, x   |